# جوني ويتني
جوني ويتني (بالإنجليزية: Johnny Whitney)‏ هو مغني أمريكي، ولد في 28 يونيو 1981.

## وصلات خارجية
- جوني ويتني على موقع ميوزك برينز (الإنجليزية)
- جوني ويتني على موقع ديسكوغز (الإنجليزية)